# Альфред Гонг
Альфред Гонг (нім. Alfred Gong, при народженні і до 1957 року Лікворник, нім. Liquornik; 14 серпня 1920, Чернівці — 18 жовтня 1981, Нью-Йорк
) — австрійсько-американський поет, прозаїк, літературний критик і журналіст родом з Буковини; писав німецькою мовою.

## Біографія

### Дитинство та війна
Народився в єврейській родині, його батьки — Моріц Лікворник і Салі Лікворник (при народженні Штернберг) — володіли лавкою лакофарбових матеріалів. У школі якийсь час навчався разом з Паулем Целаном й Іммануелем Вайсгласом; тоді всі троє почали писати вірші. 1939 року здобув ступінь бакалавра, після чого провчився два семестри на філолого-філософському факультеті Чернівецького університету.
У 1940—1941 роках, після анексії Буковини Радянським Союзом, працював сільським учителем. Його сестру та батьків депортували до Сибіру, де батько помер у першу ж зиму.
Після окупації Буковини німецькими та румунськими військами у липні 1941 року зазнав переслідувань як єврей. З жовтня 1941 перебував у Чернівецькому гетто, 1942 року переведений у гетто Єдинці. За деякими відомостями, пізніше був депортований до Трансністрії і ув'язнений до Могилів-Подільського гетто, звідки йому вдалося втекти за допомогою офіцера вермахту і повернутися на Буковину. Деякий час переховувався в селах, 1943 року приїхав до Бухаресту, де заробляв написанням театральних і кінорецензій для румунської газети «Capitala». Наприкінці 1946 року Лікворнику вдалося виїхати через Будапешт до Відня.

### Австрія
Продовживши навчання у Віденському університеті, навесні 1948 знову зустрівся з Целаном. На прохання Лікворника Целан переглянув його вірші, написані 1941—1945 роки, і зробив низку зауважень.
1949 року Альфред Лікворник прийнятий серед поетів, що групувалися навколо Германа Гакеля і Рудольфа Фельмаєра, які підтримували молодих поетів і давали їм можливість опублікувати першу книгу. З того ж року вірші Лікворника читалися у літературних колах, а з 1951 року звучали на радіо та публікувалися в австрійських газетах, журналах та антологіях.

### США
Громадянство Альфреда Лікворника, уродженця Румунії, залишалося незрозумілим; повернення до Чернівців, які увійшли до складу СРСР, він категорично відкидав. 1950 року він отримав статус «переміщеної особи» і був змушений вибирати між Австралією, Канадою та США. Вибравши США, він прибув туди у жовтні 1951 року. Провівши кілька тижнів у Нью-Йорку, переїхав до Ричмонду; приблизно через рік назавжди повернувся до Нью-Йорка.
Спочатку працював на фабриці. З 1954 року виступав з лекціями та публічними читаннями, друкувався, в основному як поет, у газетах і журналах Австрії та Німеччини, а також у місцевих німецькомовних виданнях «Aufbau» та «Staats-Zeitung und Herold».
У травні 1957 року отримав американське громадянство, після чого офіційно змінив прізвище Лікворник на Гонг. Того ж року одружився з Нормою Рігетто, яка емігрувала з Швейцарії; дітей у пари не було.
У 1964—1966 роках був консультантом і літературним критиком англомовного журналу «American German Review».
1966 року переїхав з Мангеттену на околиці психіатричної лікарні Bronx State Psychiatric Hospital, де знайшов місце бібліотекаря. Вийшовши з літературного життя Нью-Йорка, він дедалі більше відмежовувався від зовнішнього світу. Намір повернутися до Європи успіхом не увінчався. У середині 1970-х років Гонг повністю відійшов від літератури та залишив службу.
Помер від раку 1981 року.

## Книги

### Поезія
- Трава та Омега / Gras und Omega. Heidelberg, Editura Lambert Schneider, 1960.
  - Те саме. Aachen, Rimbaud, 1997. ISBN 3-89086-967-X
- Маніфест Альфа / Manifest Alpha. Wien, Bergland-Verlag, 1961.
  - Те саме. Aachen, Rimbaud, 2001. ISBN 3-89086-735-9
- Відстрочка / Gnadenfrist. Baden bei Wien, 1980.
  - Те саме. Aachen, Rimbaud, 2006. ISBN 3-89086-733-2
- Ранні вірші. Вибране 1941—1945 рр. / Early Poems. A Selection from the Years 1941—1945. Columbia (South Carolina), Camden House, 1987. ISBN 9780938100591
- Останній псалом Ізраїлю / Israels letzter Psalm. Aachen, Rimbaud, 1995. ISBN 3890869297; ISBN 978-3890869292

### Проза
- Хепенінг на Парк-Авеню: Нью-йоркські оповідання / Happening in der Park Avenue. New Yorker Geschichten. München, Piper, 1969.

### Драматургія
- Останній диктатор: Трагедія / Der letzte Diktator: Tragödie. Aachen, Rimbaud, 2012. ISBN 3890864481
- Ніч душить Європу: Трагедія о п'ятій ночі / Nacht würgt Europa: Tragödie in fünf Nächten. Aachen, Rimbaud, 2013 року. ISBN 978-3-89086-436-5
- Цетдам: Сатира / Zetdam: Ein Satyrspiel. Aachen, Rimbaud, 2017 року. ISBN 978-3-89086-346-7